# Йон Белечану
Йон Белечану (рум. Ion Bălăceanu; *25 січня 1828, Бухарест — †22 грудня 1914, Франція) — румунський міністр закордонних справ (30 січня 1876 — 31 березня 1876) під час існування Об'єднаного князівства Волощини і Молдови.
Белечану вважається одним з найактивніших міністрів закордонних справ, які сприяли більш тісним зв'язкам Румунії з Великою Британією та Францією, а не з Німеччиною та Росією.